# Zbrązowienie wewnętrzne jabłek

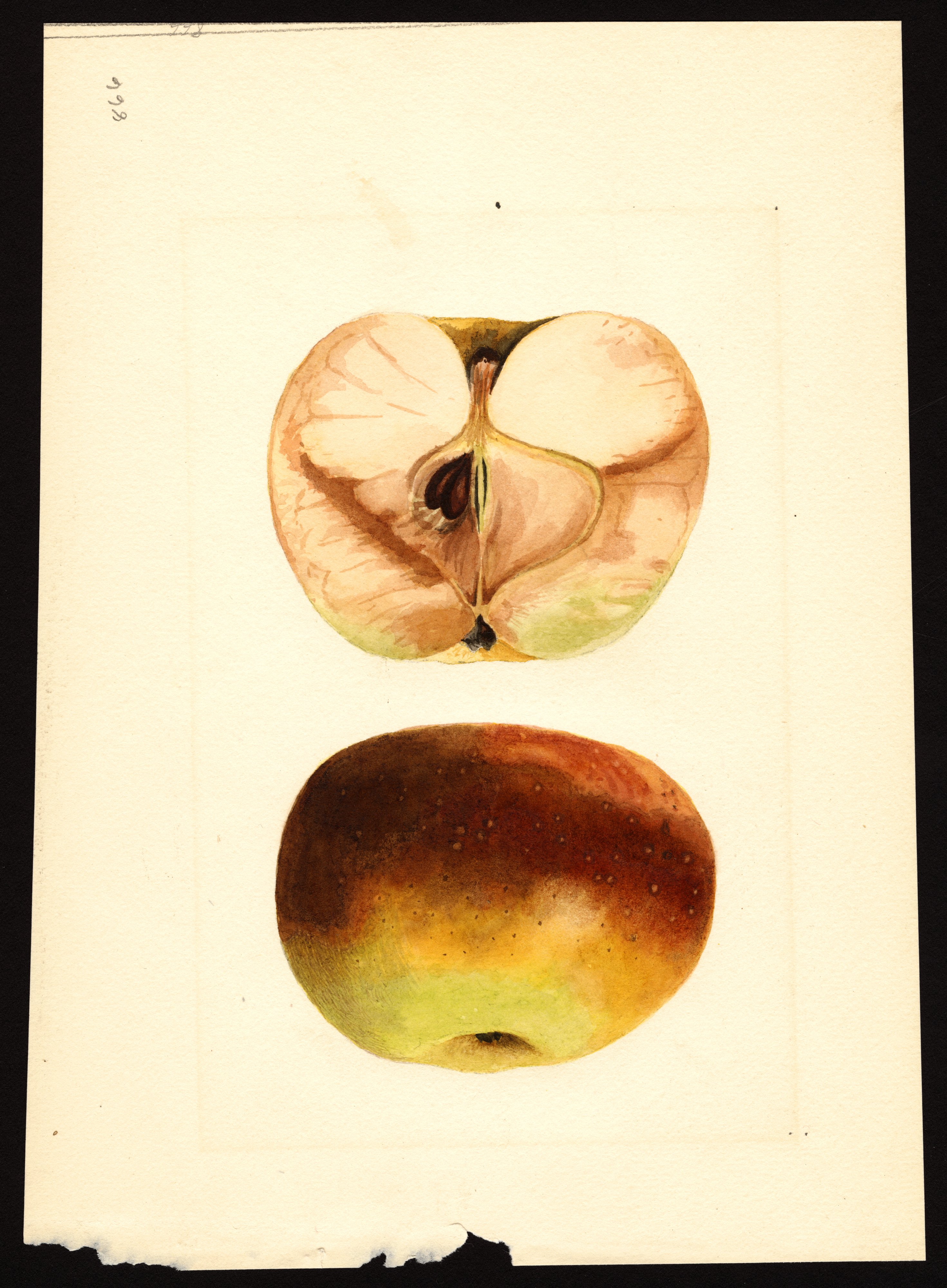

Zbrązowienie wewnętrzne jabłek – nieinfekcyjna (fizjologiczna) choroba jabłek.
Jest to choroba z grupy tzw. chorób przechowalniczych, często nazywana rozpadem chłodniczym. Jej objawy pojawiają się dopiero podczas przechowywania jabłek w chłodni. Ich skórka zmienia barwę na brązowoszarą, a miąższ brązowieje, staje się miękki i mączysty.
Objawy chorobowe najwcześniej pojawiają się u odmian wrażliwych na niską temperaturę, np. 'Boskoop', 'Koksa Pomarańczowa', 'Jonatan'. Jabłka tych odmian powinno się przechowywać w temperaturze nie niższej od 3 oC. Znaczenie ma też tempo schładzania – powinno być wolne.
Objawy zbrązowienia wewnętrznego jabłek są podobne do zbrunatnienia przygniezdnego. Choroba pojawia się po dłuższym okresie przechowywania i często trudno jest ustalić jej przyczynę, często też występuje łącznie z innymi chorobami fizjologicznymi. Stąd też wskazane jest rejestrowanie historii jabłek trafiających do przechowalni: stopnia ich dojrzałości, warunków panujących w okresie zbioru i przed zbiorem, temperatury owoców i powietrza w przechowalni oraz tempa schładzania i składu gazowego.